# Pedicularis incurva
Pedicularis incurva är en snyltrotsväxtart som beskrevs av George Bentham. Pedicularis incurva ingår i släktet spiror, och familjen snyltrotsväxter. Inga underarter finns listade i Catalogue of Life.